# 622006 Vakarlajos
622006 Vakarlajos este o planetă minoră (asteroid) din centura de asteroizi. A fost descoperită pe 18 octombrie 2011 la Piszkéstetői Obszervatórium⁠(d) de . 
Obiectul prezintă o orbită caracterizată de o semiaxă mare de 2,7396730003241 UAi, o excentricitate de 0,064696373439198, o înclinație de 11,226043774768 ° în raport cu ecliptica.